# 報告員
報告員（rapporteur）是由一個組織任命的人，負責報告其會議的進行情況。
該術語是法語派生的單詞。
例如，迪克·馬蒂被歐洲理事會任命為報告員，以調查CIA的非常規引渡。
該報告員是在立法過程中的突出作用歐洲議會（EP）。他們是歐洲議會(MEP)的成員，負責代表歐盟委員會、歐盟理事會或歐洲議會處理立法提案——無論是程序上還是實質內容。